# Дьюк Каганамоку
Дьюк Каганамоку (англ. Duke Kahanamoku, 24 серпня 1890 — 22 січня 1968) — американський плавець.
Олімпійський чемпіон 1912, 1920 років, призер 1924 року.